# Teresa Ruiz

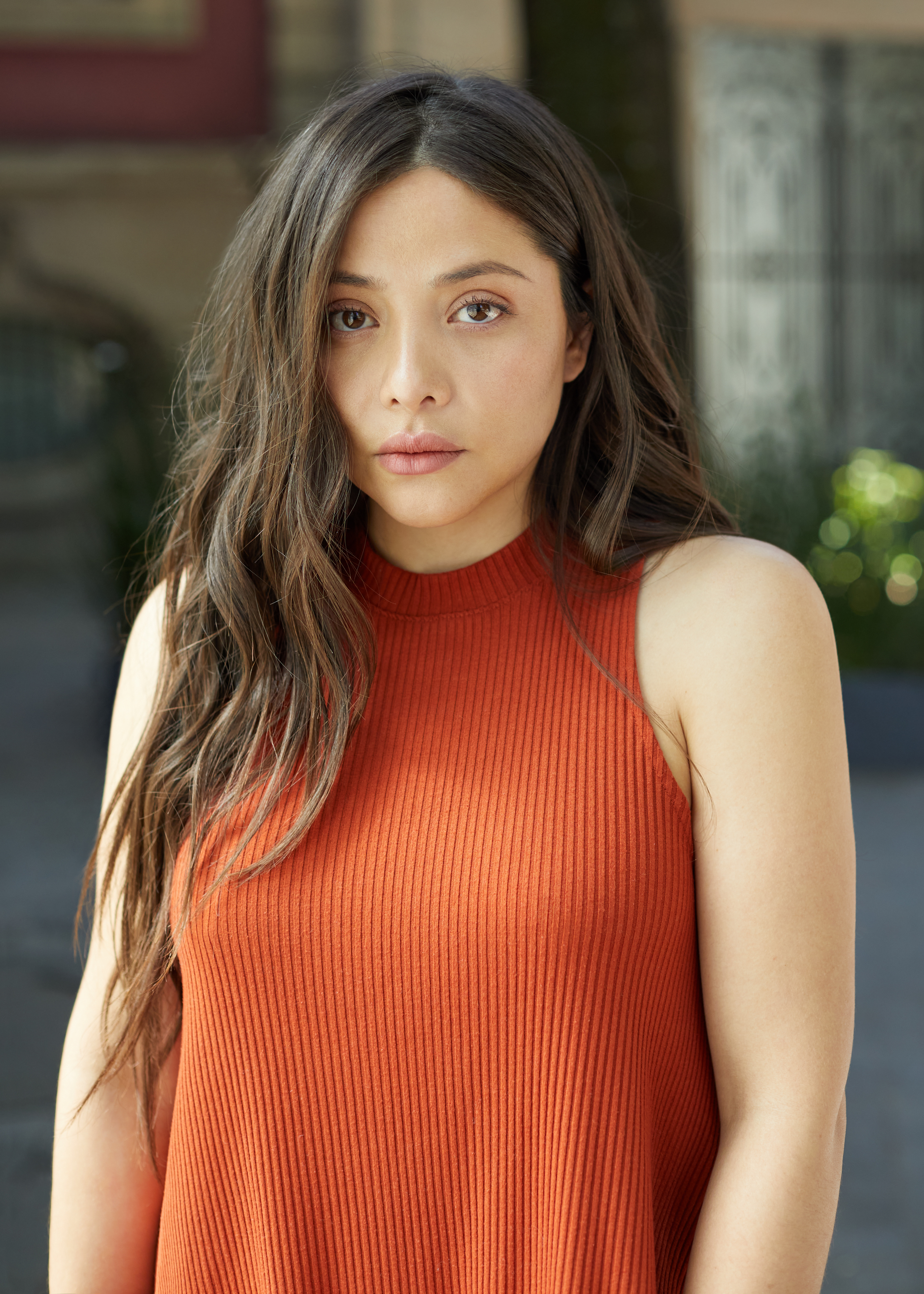
Teresa Ruiz (2021)

Teresa Ruiz López (* 12. Dezember 1988 in Santiago Matatlán, Oaxaca, Mexiko) ist eine mexikanische Schauspielerin.

## Leben und Karriere
Ruiz wuchs in Los Angeles, Kalifornien, auf, wo sie die Santa Monica High School besuchte. 2003 absolvierte Ruiz das Los Angeles Performing Arts Conservatory. Nach einer Reihe von Engagements in Mexiko, kehrte sie von 2012 bis 2013 an das Konservatorium nach Los Angeles zurück, um sich auf eine Karriere in den USA vorzubereiten. 2013 wurde sie während eines Castings von Martin Landau eingeladen, Mitglied der Actors Studio zu werden. Er blieb bis zu seinem Tod 2017 ihr Mentor. Anschließend erhielt sie Schauspielunterricht von Martin Landau und den Schauspieltrainern Greta Seacat und Sandra Seacat. Berühmtheit erlangte sie für ihre Leistung in Gael García Bernals Politthriller Here on Earth (Aquí en la Tierra) sowie durch ihren Auftritt in der ersten und zweiten Staffel der Netflix-Serie Narcos: Mexico. Sie wurde international mit mehreren Preisen als beste Schauspielerin ausgezeichnet und ist ein lebenslanges Mitglied der Actors Studios.

## Filmografie (Auswahl)
- 2006: Bienvenido paisano
- 2007: Bordertown
- 2009: Viaje redondo
- 2010: Marcelino (Marcelino Pan y Vino)
- 2012: Mariachi Gringo
- 2014: Cantinflas
- 2018–2020: Narcos: Mexico (Fernsehserie, 13 Folgen)
- 2018–2020: Aquí en la Tierra (Fernsehserie, 9 Folgen)
- 2019: Blumige Aussichten (La Casa de las Flores, Fernsehserie, 5 Folgen)
- 2021: The Marksman – Der Scharfschütze (The Marksman)
- 2021: Luis Miguel – Die Serie (Luis Miguel: La Serie, Fernsehserie, 9 Folgen)
- 2022: Father Stu
- 2022: Little America (Fernsehserie, Folge 2x08 The Indoor Arm)
- 2022: Noise
- 2022: Wrong Reasons
- seit 2022: Mo (Fernsehserie)
- 2024: The Dog Thief (Perros)
- 2025: Bandidos (Fernsehserie, 2 Folgen)

## Auszeichnungen
- Amiens International Film Festival (2009)
- Guadalajara International Film Festival (2009)
- Cartagena Film Festival (2010)